# رودرو
رودرو (به ایتالیایی: Rodero) یک کومونه در ایتالیا است که در استان کومو واقع شده‌است.

## خصوصیات
رودرو ۲٫۵ کیلومترمربع مساحت و ۱٬۱۰۹ نفر جمعیت دارد.